# Музика в Стародавньому Римі

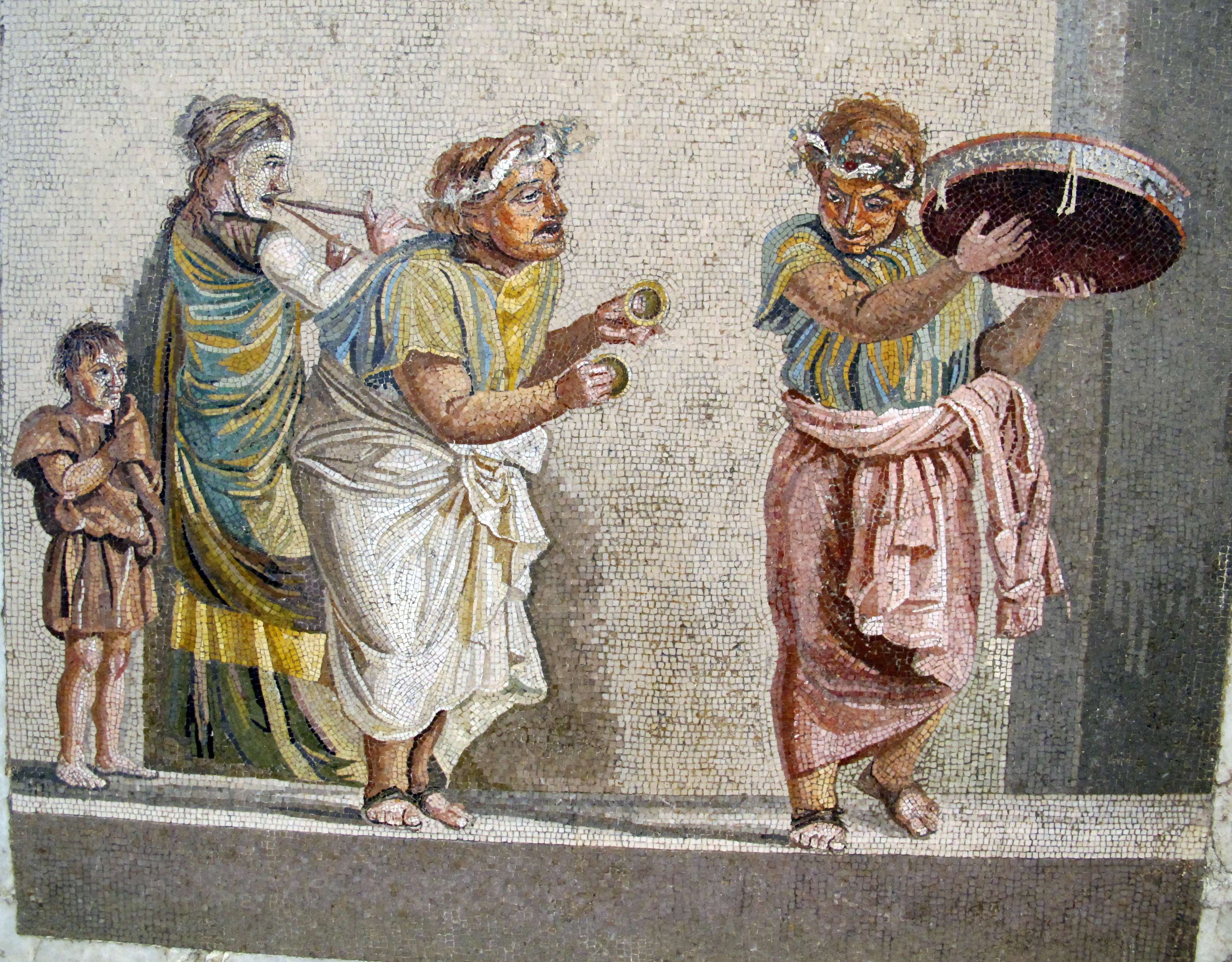
Тріо музикантів, які грають на авлосі, Цимбалах і бубоні (мозаїка з Помпей)

Музика Стародавнього Риму була частиною римської культури з найдавніших часів. Пісні (Carmen) були невід'ємною частиною майже кожного свята. «Світська ода» Горація, наприклад, була виконана за наказом Августа і виконана змішаним дитячим хором на Світських іграх у 17 році до нашої ери.
Під впливом давньогрецької теорії вважалося, що музика відбиває впорядкованість космосу і була пов'язана, зокрема, з математикою та знаннями.
Етруська музика мала ранній вплив на римську музику. Під час імперського періоду римляни перенесли свою музику в провінції, а традиції Малої Азії, Північної Африки та Галлії стали частиною римської культури.
Музика супроводжувала видовища та події на арені і була частиною сценічного мистецтва під назвою пантомімус, ранньої форми сюжетного балету, що поєднував виразний танець, інструментальну музику та співане лібрето.

## Нотні записи

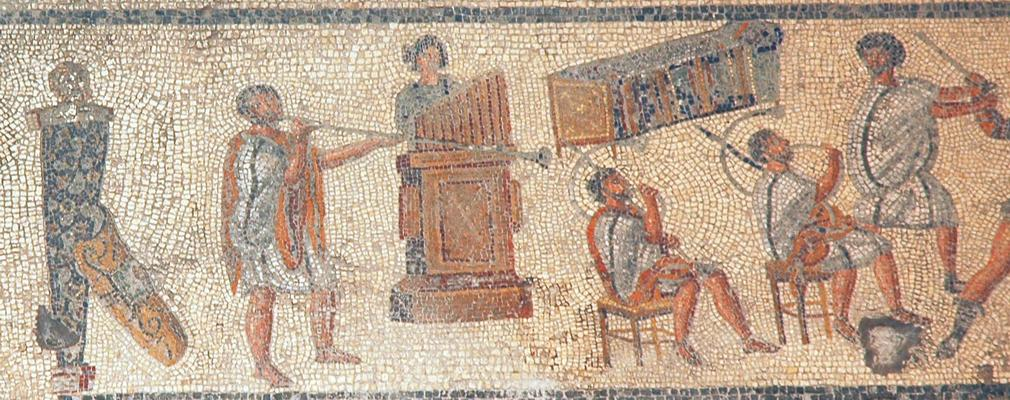
Музиканти в деталях з мозаїки Злітен (2 століття нашої ери), спочатку показаної як супроводжуючий гладіаторський бій і події з дикими тваринами на арені.

Римляни, можливо, запозичили грецький метод «енхіріадичного нотного запису» для запису своєї музики, якщо вони взагалі використовували будь-який нотний запис. Чотири літери (в англійській нотації 'A', 'G', 'F' і 'C') позначали серію з чотирьох послідовних тонів. Знаки ритму, написані над літерами, вказували на тривалість кожної ноти.

## Інструменти
Римське мистецтво зображує різноманітні дерев'яні духові, ударні та струнні інструменти. Інструменти римського стилю зустрічаються в тих частинах Імперії, де вони не виникли, і вказують на те, що музика була одним з аспектів римської культури, яка поширювалася по провінціях.

### Духові інструменти
- Римська туба була довгою прямою бронзовою трубою з від'ємним конічним мундштуком, як у сучасної валторни. Збережені зразки мають довжину близько 1,3 метра і мають циліндричний отвір від мундштука до точки, де дзвін різко спалахує, схожий на сучасну пряму трубу, яку можна побачити в презентаціях «музики періоду». Оскільки клапанів не було, туба була здатна лише на один обертоновий ряд, який, ймовірно, звучав би знайомим сучасному вуху, враховуючи обмеження музичної акустики для інструментів такої конструкції. У армії його використовували для «дзвінків горна». Туба також зображена в таких мистецтвах, як мозаїка, що супроводжує ігри (луді) та видовищні події.
- Корну (лат. «ріг») був довгим трубчастим металевим духовим інструментом, який вигинався навколо тіла музиканта, за формою нагадував велику літеру G. Він мав конічний отвір (знову як валторна) і конічний мундштук. Може бути важко відрізнити від букцини. Корну використовувався для військових сигналів і на параді. Карниз був військовим зв'язком, який переводив накази на дзвінки. Як і туба, корну також з'являється як акомпанемент для публічних заходів і видовищних розваг.
- Версії сучасних флейти та дудок.

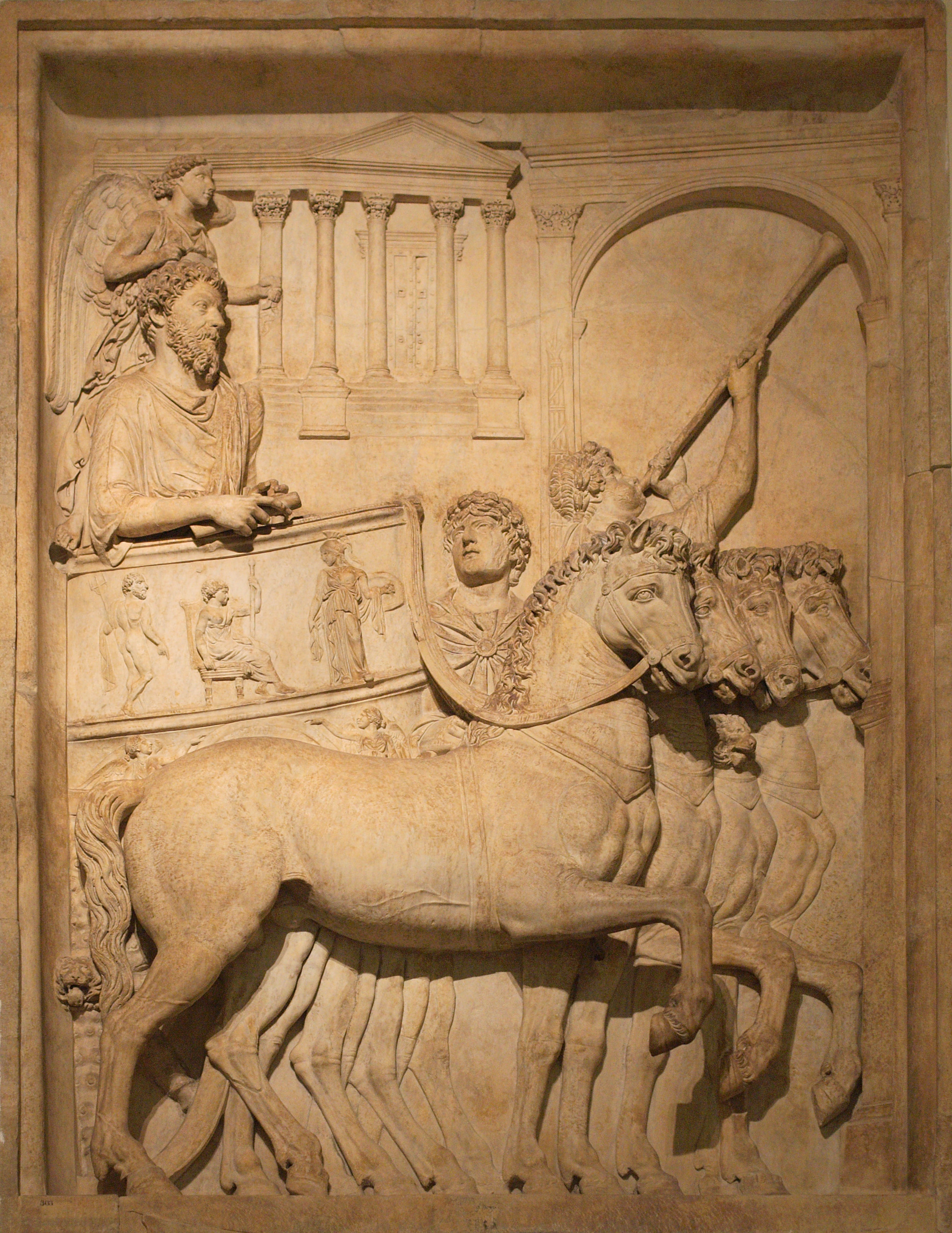
Тубист (верхній правий) на рельєфі в Палаццо консерваторії в Римі із тріумфальним зображенням Марка Аврелія
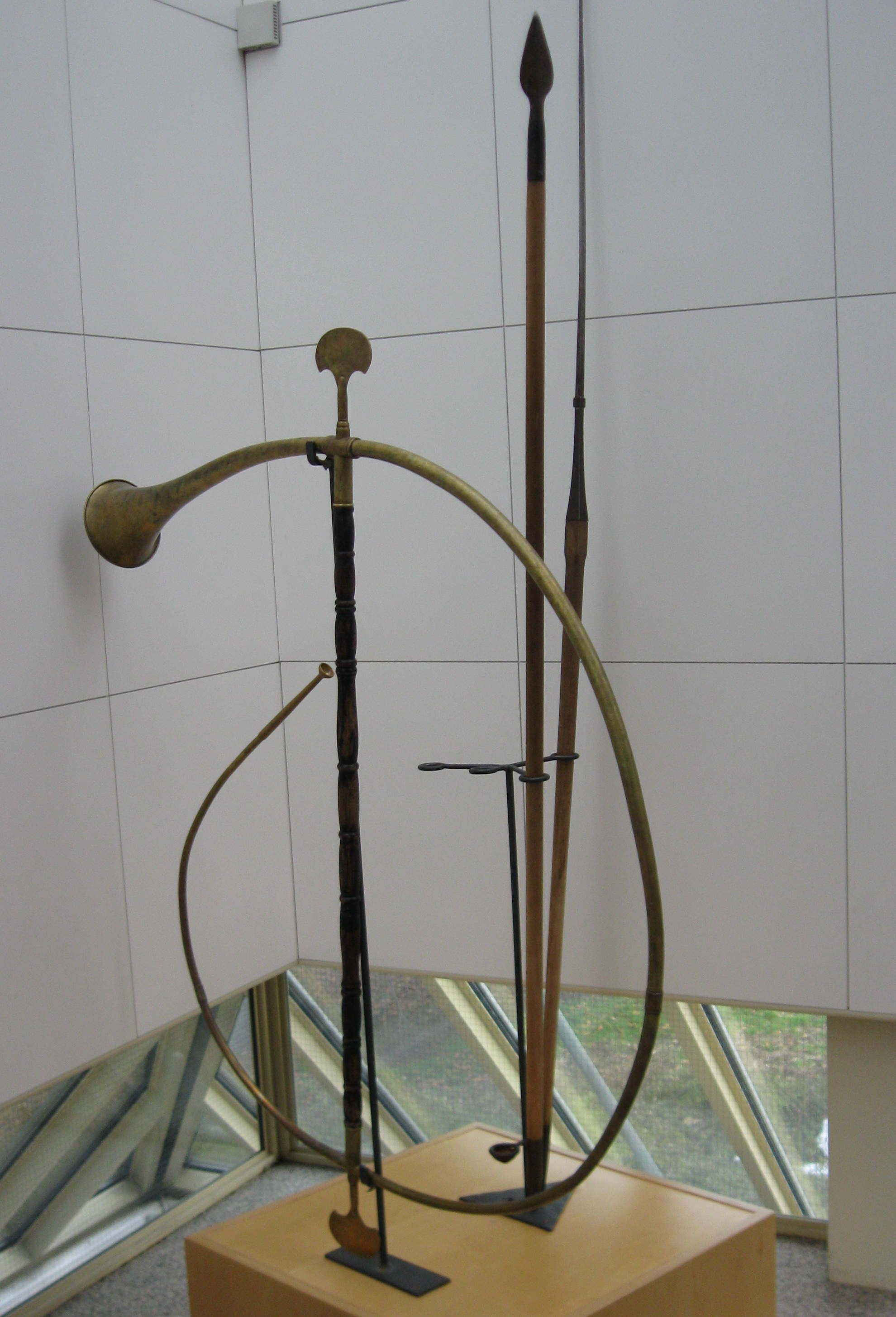
Корінь на Limesmuseum в Аалені, Німеччина
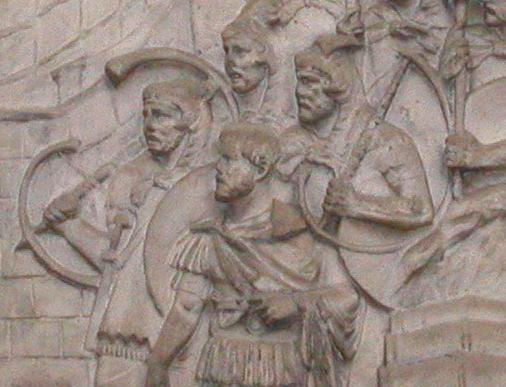
Корніцини на колоні Траяна (ІІ ст.)
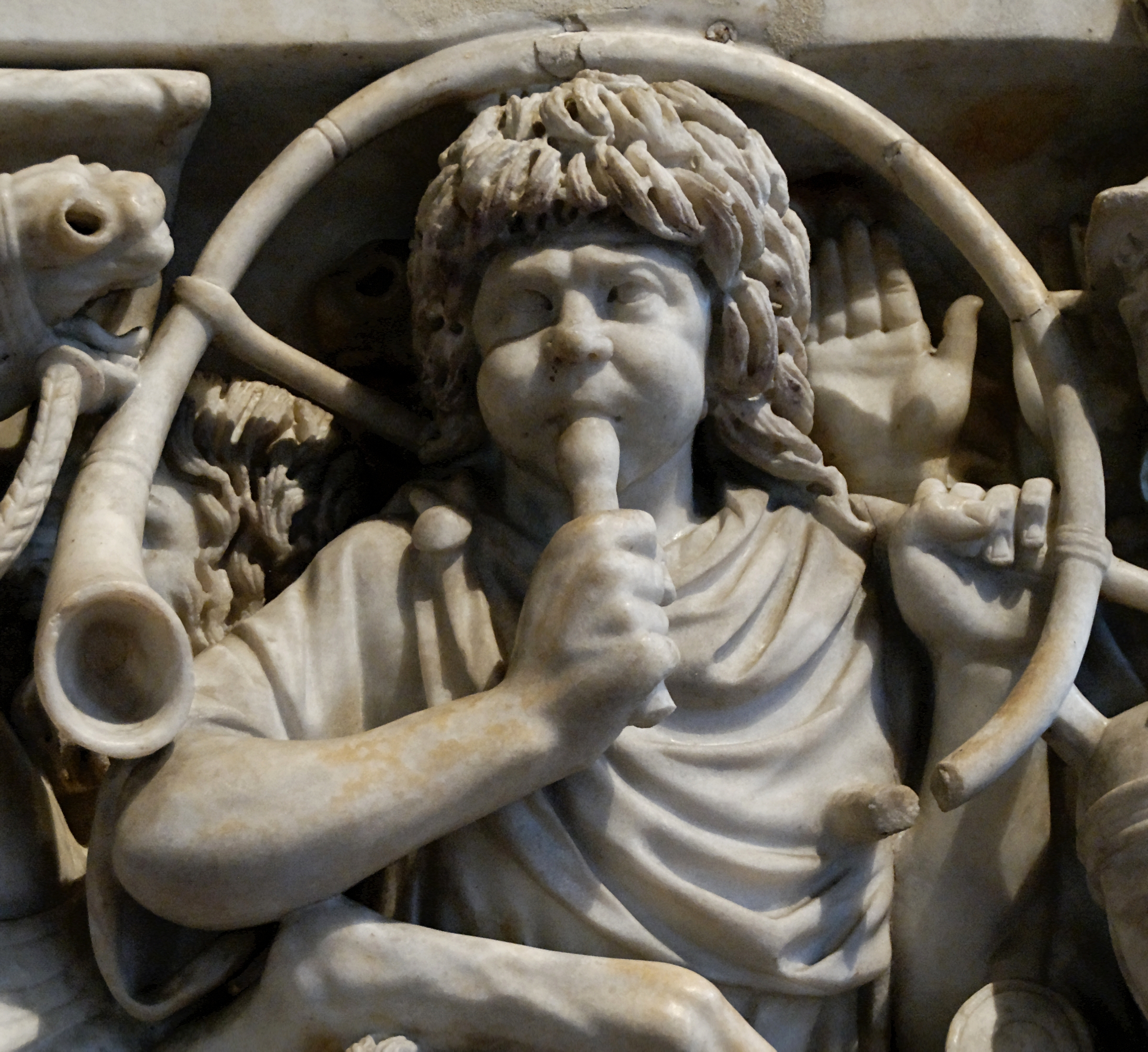
Хорн на саркофазі Людовізі (ІІІ ст.)
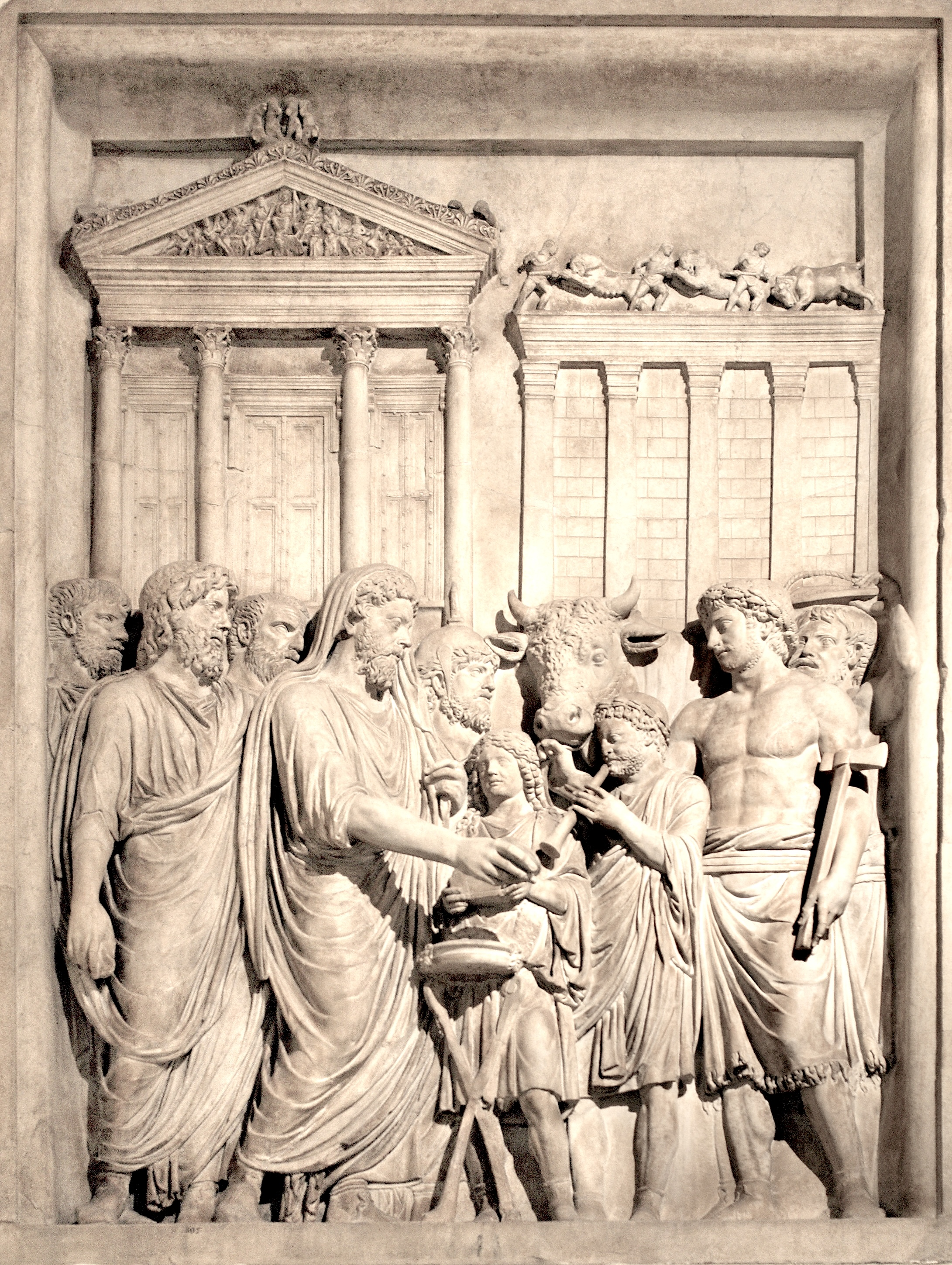
Гравець великогомілкової кістки супроводжує жертвоприношення на чолі з Марком Аврелієм (Палаццо консерваторів у Римі)
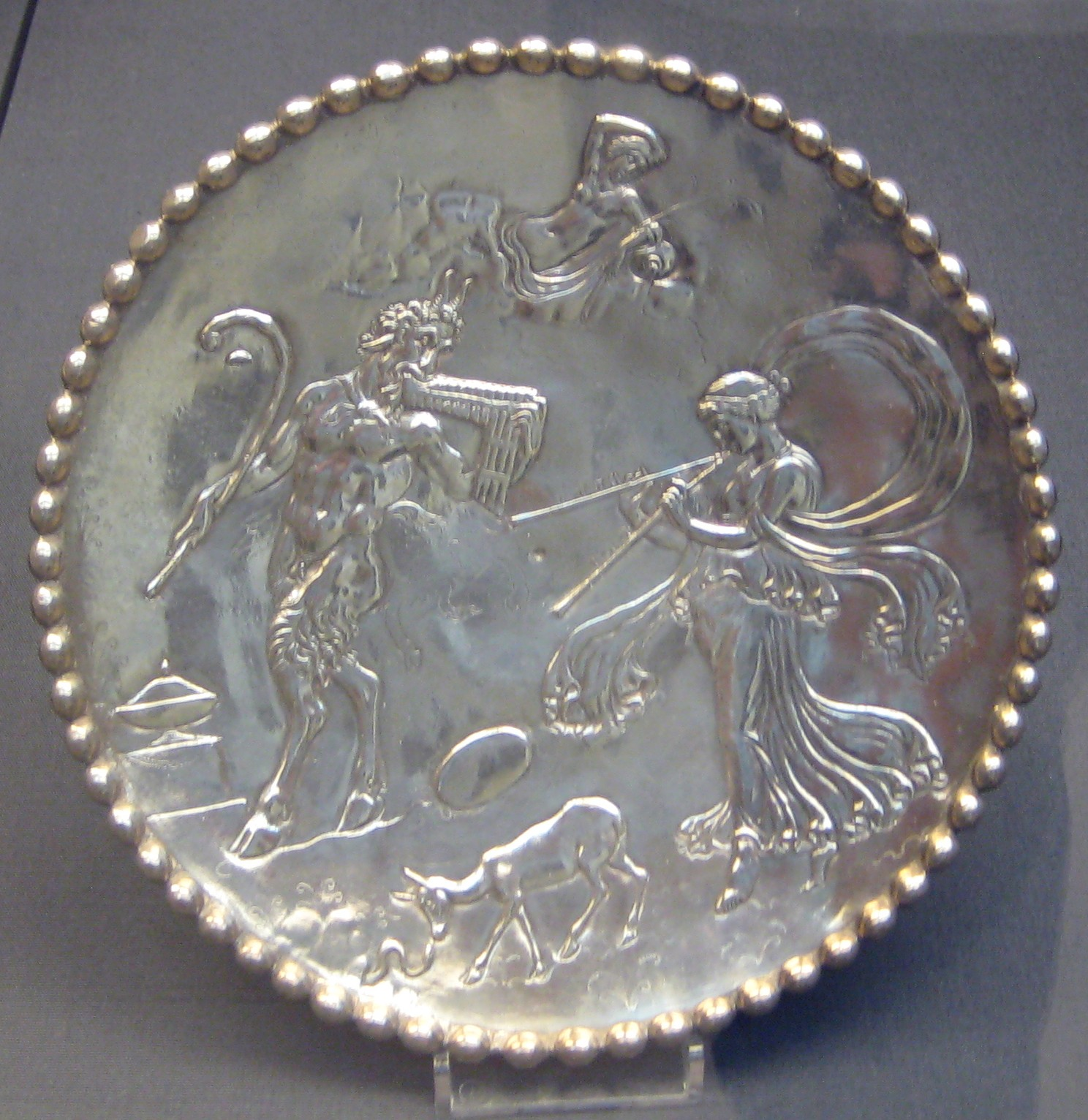
На дудках, на яких грає Пан, а авлос — менада (Скарб Мілденхолла, IV століття)

### Струнні інструменти
- Лі́ра (грец. λύρα, лат. lyra) — струнний щипковий інструмент (хордофон). Корпус (резонатор) округлої чи чотирикутної форми з'єднаний із поперечиною (поперечною штангою) двома ручками. Струни однакової довжини натягнуті між корпусом і поперечиною. Поширена з найдавніших часів аж до наших днів. Найдавніші зразки були розкопані експедицією Л. Вуллі в Урі.
- Кіфара була головним музичним інструментом Стародавнього Риму, на ньому грали як у популярних, так і в піднесених формах музики. Більша і важча за ліру, кіфара була гучним, солодким і пронизливим інструментом з можливістю точної настройки. Говорили, що деякі гравці могли змусити людей плакати. Від cithara походить слово гітара.
- Лютня (пандура або монохорд) була відома під кількома назвами у греків і римлян. За конструкцією лютня відрізняється від ліри тим, що вона має меншу кількість струн, натягнутих на твердий гриф або лад, на якому струни можна зупинити, щоб створити градуйовані ноти. Таким чином, кожна струна лютні здатна створювати більший діапазон нот, ніж струна ліри. Хоча лютні з довгою шиєю зображені в мистецтві Месопотамії ще в 2340–2198 роках до нашої ери, а також зустрічаються в єгипетській іконографії, лютня в греко-римському світі була набагато рідше, ніж ліра та кіфара. Вважається, що лютня середньовічного Заходу більше зобов’язана арабському уду, від якого і походить її назва (al ʿūd).

### Органи

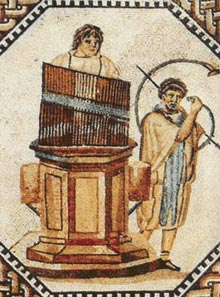
Hydraulis і cornu на мозаїці з Nennig, Німеччина

На мозаїках зображені інструменти, які схожі на схрещення волинки та органа. Розмір трубок був такий, щоб виробляти багато ладів (гам). Незрозуміло, чи були вони продувані легенями чи механічними сильфонами.
Гідравлічний трубний орган (лат. hydraulis), який працював під тиском води, був «одним із найбільш значущих технічних і музичних досягнень античності». По суті, повітря до труб, які виробляють звук, надходить від механізму вітряної скрині, з'єднаної трубою з куполом, зануреним у резервуар з водою. Повітря закачується у верхню частину купола, стискаючи повітря і витісняючи воду знизу; витісняюча вода піднімається в резервуар. Цей підвищений гідравлічний напір і стиснення повітря в куполі забезпечує постійну подачу повітря до труб.  (також див. орган трубки#Історія). Інструмент походить від стародавніх греків, а добре збережена модель кераміки була знайдена в Карфагені в 1885 році. 

### Перкусія

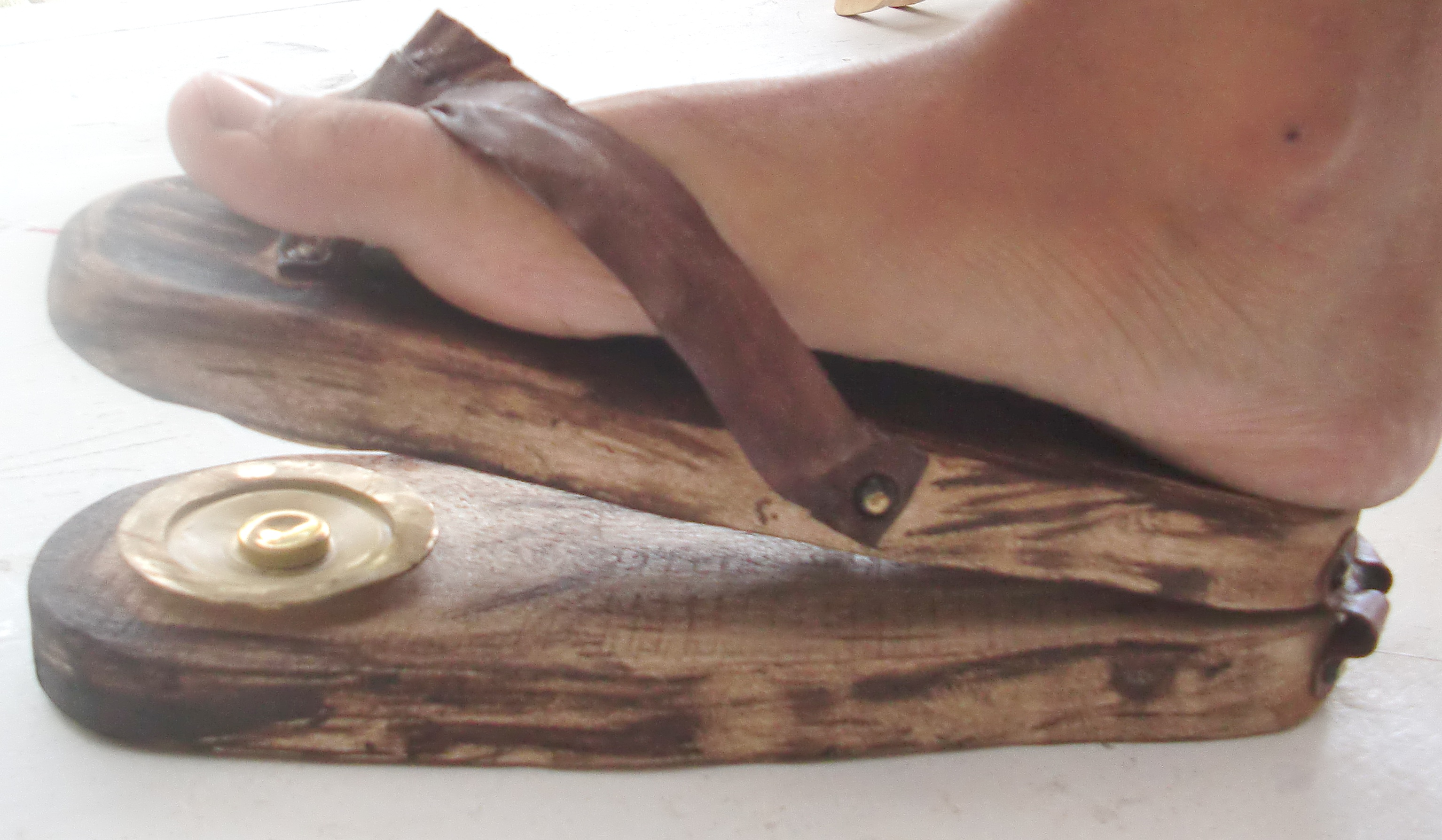
Реконструкція черешки

- Варіації шарнірного дерев'яного або металевого пристрою, який називається scabellum — « хлопка», — використовували для відбиття часу. Також були різноманітні брязкальця, дзвіночки та бубни.
- Барабанні та ударні інструменти, такі як литаври та кастаньєти, єгипетський систрум та медні каструлі, служили різним музичним та іншим цілям у Стародавньому Римі, включаючи фони для ритмічного танцю, святкові обряди, як у вакханок, військове використання, полювання (щоб вигнати здобич).) і навіть для боротьби з бджолами на пасіках. Деяка римська музика відрізнялася постійним ритмом, безсумнівно, завдяки використанню барабанів та ударних ефектів плескань і стукання. Єгипетські музиканти часто тримали час, клацаючи пальцями.
- Систрум являв собою брязкальце, що складається з кілець, нанизаних на поперечини металевого каркаса, який часто використовувався в ритуальних цілях.
- Цимбала (лат. множина від cymbalum, від грецького kymbalon) являли собою маленькі тарілки: металеві диски з увігнутим центром і точеними обідками, використовувані парами, які зіткнулися один з одним.

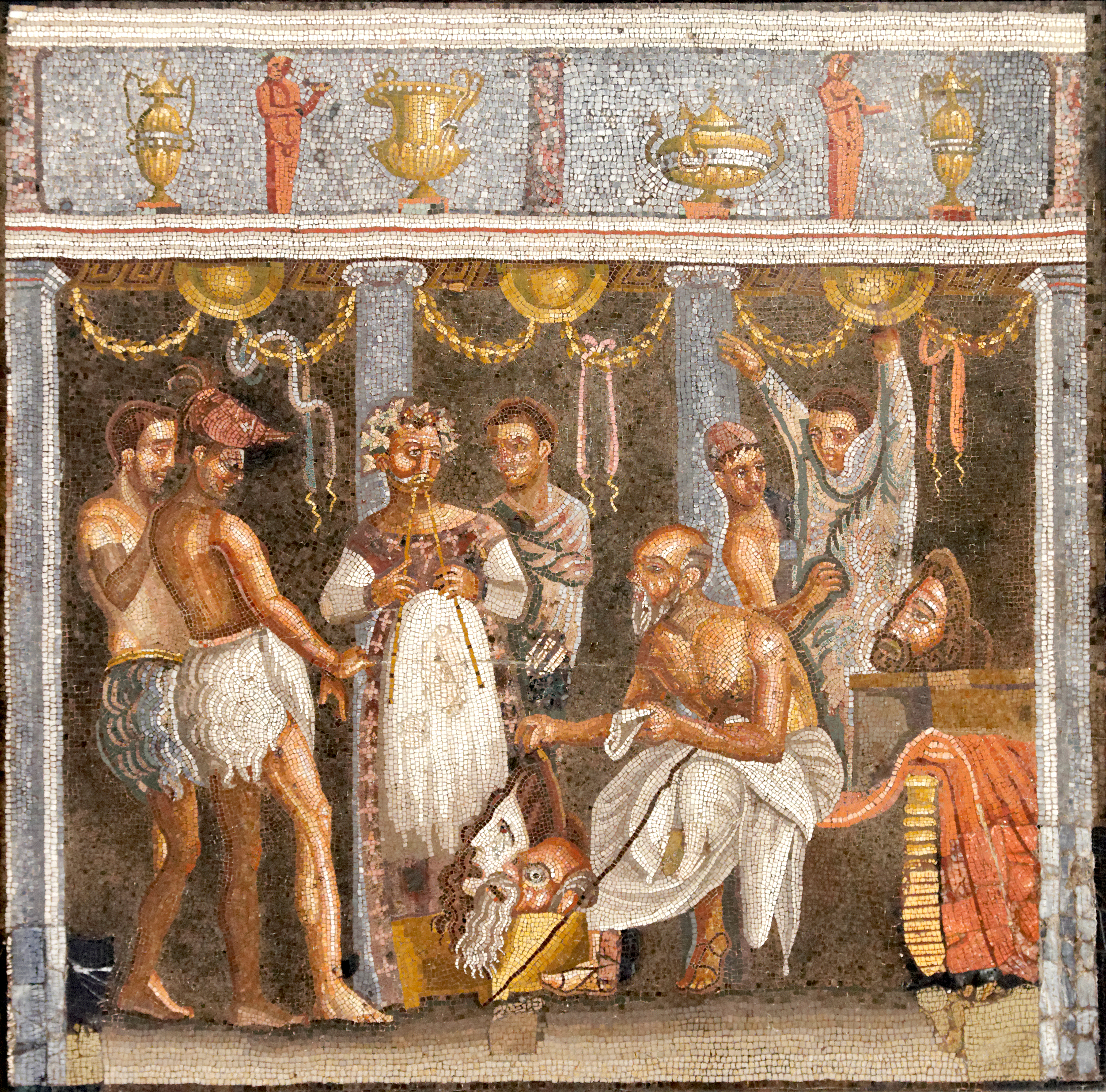
Театральна трупа в масках навколо гравця на авлосі (мозаїка з Будинку трагічного поета, Помпеї)

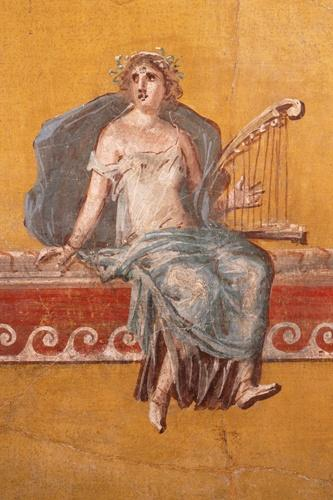
Римський настінний розпис арфіста І століття

## Музика в суспільстві
Незважаючи на нібито відсутність музичної оригінальності з боку римлян, вони дуже любили музику і використовували її для багатьох видів діяльності. Музику також використовували в релігійних обрядах. Музичні конкурси були досить поширеними та залучали широке коло людей, включаючи самого Нерона, який широко виступав як аматор і одного разу поїхав до Греції, щоб змагатися.